# William Huggins
För andra betydelser, se William Huggins (olika betydelser).
Sir William Huggins, född 7 februari 1824 i London, död 12 maj 1910, var en engelsk fysiker och astronom. 
Huggins studerade kemi, fysik och astronomi samt uppförde 1856 ett eget observatorium vid Upper Tulse Hill i London, där han i början gjorde observationer av dubbelstjärnor och planeter. Från 1862 sysselsatte han sig huvudsakligen med spektralanalys av himlakropparna och kom då fram till högst betydelsefulla resultat. Huggins kan, jämte Angelo Secchi och Pierre Jules César Janssen, räknas som grundläggare av den celesta spektralanalysen. Tillsammans med William Allen Miller iakttog han spektra av en mängd stjärnor och jämförde dem med spektra av jordiska kroppar. Han fann då bland annat, att flera nebulosor var gasformiga och att väte var en av deras största beståndsdelar. Vidare utförde han viktiga arbeten över planeternas och kometernas spektra samt över solytans struktur, solkoronan och protuberanserna med mera. 
Huggins var en av de första, som lyckades fotografera fixstjärnornas spektra, och hans därvid gjorda upptäckter angående spektrallinjernas anordning i vissa stjärnors, till exempel Sirius' spektrum väckte stort uppseende. Huggins var den förste, som (1869) lyckades genom uppmätning av spektrallinjernas förskjutningar i fixstjärnspektra bestämma stjärnornas rörelser i synlinjens riktning, och införde därigenom den moderna astronomin på en väg, där den har att anteckna sina mest storartade och glänsande landvinningar i nutiden. Hans undersökningar över kalciumspektret är även viktiga på grund av deras betydelse för sol- och fixstjärnfysiken.
Huggins publicerade en mängd avhandlingar i facktidskrifterna. Av hans större arbeten kan nämnas det monumentala verket An atlas of representative stellar spectra from l 4870 to l 3300 together with a discussion of the evolutional order of the stars, and the interpretation of their spectra (1899), liksom flera av hans senare arbeten utgivet av honom tillsammans med hans hustru, lady Margaret Huggins (född Murray), vilken var hans trogna medhjälpare och som även självständigt publicerade arbeten av högt värde.
Huggins var flera gånger president i Royal Society; 1891 valdes han till president i British Association. Han blev ledamot av Fysiografiska sällskapet i Lund 1873, av Vetenskapssocieteten i Uppsala 1875 och av Vetenskapsakademien 1883. Han ansågs vara Englands största astronom i början på 1900-talet.

## Utmärkelser
Huggins tilldelades Royal Medal 1866, Royal Astronomical Societys guldmedalj 1867 och 1885, Lalandepriset 1870, Rumfordmedaljen 1880, Valzpriset 1882, Janssenmedaljen 1888, Copleymedaljen 1898, Henry Draper-medaljen 1901 och Bruce-medaljen 1904.
Asteroiden 2635 Huggins är uppkallad efter honom.